# Indian Child
Indian Child je studiové album amerického kytaristy Linka Wraye, vydané v roce 1993 společností Ball Product. Producentem alba byl Kim Hyttel a podíleli se na něm také další dánští hudebníci (Wray v té době v této zemi žil). Spoluautorkou písní na této desce byla kytaristova manželka Olive.

## Seznam skladeb
Autory všech skladeb jsou Link Wray a Olive Wray.
| Pořadí | Název                       | Délka |
| ------ | --------------------------- | ----- |
| 1.     | Torture                     | 3:46  |
| 2.     | Trying to Find Your Love    | 5:09  |
| 3.     | Indian Child                | 6:33  |
| 4.     | God's Little Baby           | 4:29  |
| 5.     | I Apologize                 | 6:12  |
| 6.     | Saving All My Love          | 5:08  |
| 7.     | Diamonds and Pearls         | 3:15  |
| 8.     | It Was Elvis                | 3:12  |
| 9.     | Guitar Man from New Orleans | 2:05  |
| 10.    | Bring On the Night          | 4:24  |

## Obsazení
- Link Wray – zpěv, kytara
- Jan Mols – kytara, doprovodné vokály
- Carsten Egholm – baskytara
- Kim Hyttel – klávesy
- Erik Lodberg – bicí
- Flemming Nilsson – perkuse